# Husté vazivo

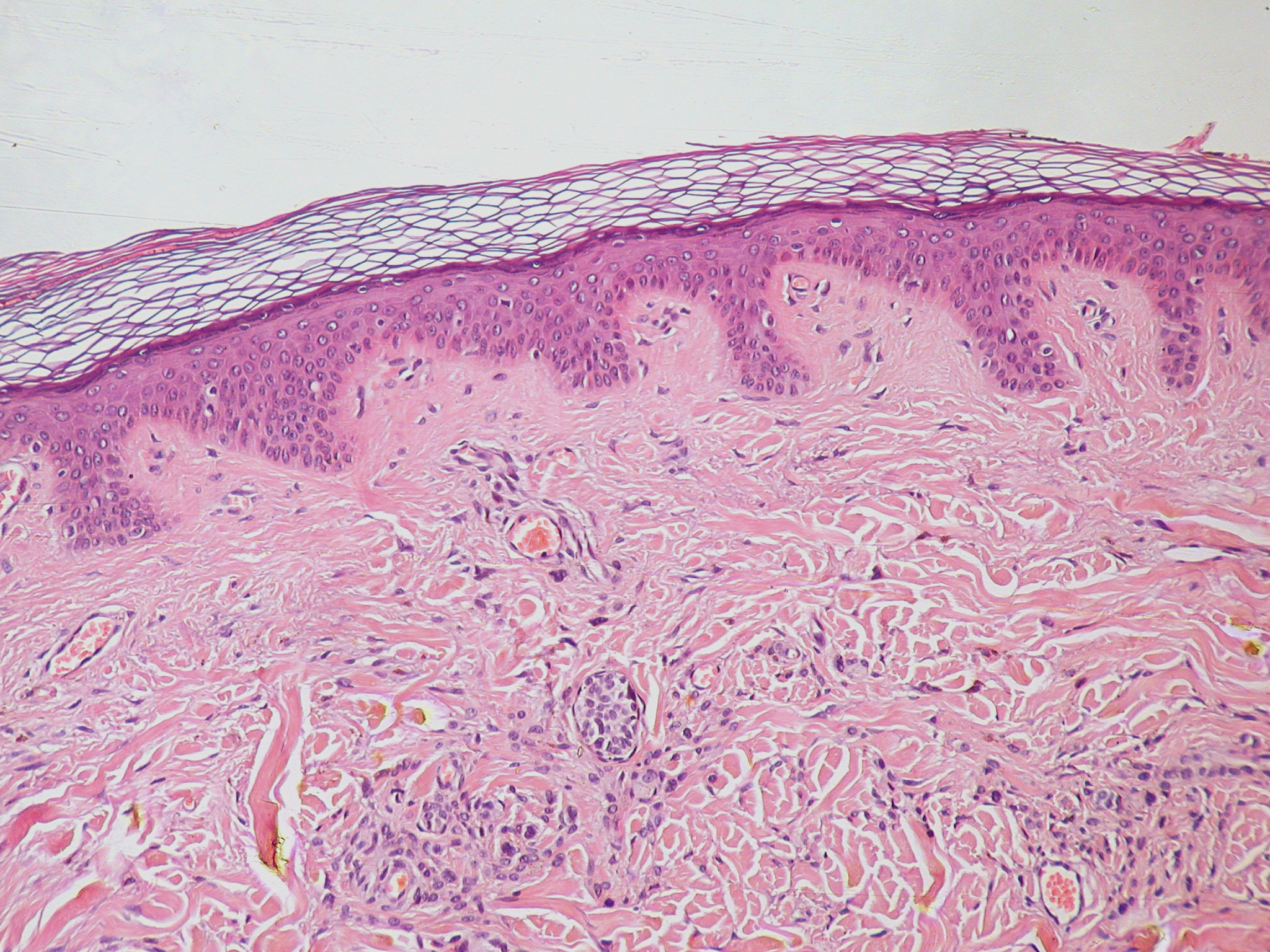
Husté kolagenní vazivo neuspořádaného (plsťovitého) typu ve škáře. Popis: kolagenová vlákna, fibroblasty, méně mezibuněčné hmoty. Funkce: podpora. Řez kůží, barveno hematoxylinem a eosinem.

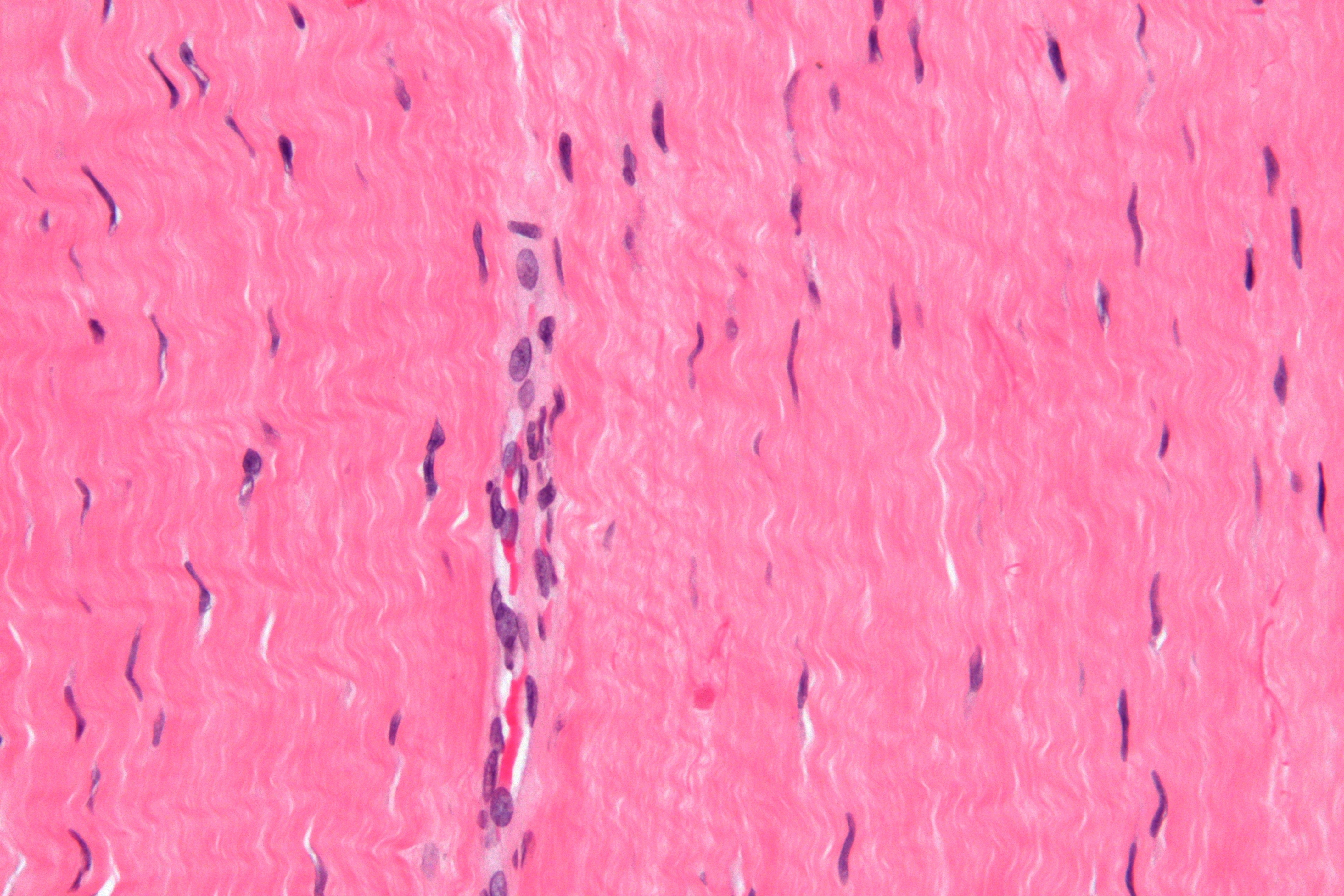
Husté kolagenní vazivo uspořádaného (provazcovitého) typu ve šlaše. Popis: kolagenová vlákna v paralelních snopcích, dlouhé řady fibroblastů, málo mezibuněčné hmoty. Funkce: tah, pružnost. Řez šlachou, barveno hematoxylinem a eosinem.

Husté (někde uváděno tuhé) vazivo je typ kolagenního vaziva kategorie pojivových tkání. Vzniká ze zárodečného mezenchymu všude tam, kde na něj budou působit tahové a tlakové síly.

## Popis a stavba
V hustém vazivu převažuje vláknitá hmota kolagenních vláken nad množstvím volných buněk a amorfní buněčné hmoty, fixními buňkami jsou drobné polygonální fibrocyty zasahující svými výběžky mezi kolagenní vlákna, ojediněle i mezi elastická vlákna. Je méně ohebné, zato daleko více odolává mechanickým stresům. Podle uspořádání kolagenních vláken se husté vazivo dělí na dva typy:

### Neuspořádané (plsťovité) vazivo
Diferencuje se v místech, kde převažuje tah v různých směrech. Kolagenní vlákna se mezi sebou plsťovitě proplétají, fibrocytů je jen minimum a jsou zatlačeny do pozadí mezi svazky vláken.

### Uspořádané (provazcovité) vazivo
Vytváří se tam, kde na kolagenní vlákna působí tah pouze v jednom směru. Skládá se z paralelně seřazených kolagenních vláken vytvářejících snopce, mezi kterými jsou sloupovitě za sebou vmezeřeny fibroblasty.

## Lokalizace a funkce
Oba typy hustého vaziva najdeme na namáhaných místech.

### Neuspořádané (plsťovité) vazivo
Tvoří hlubší vrstvu kůže, tzv. škáru (dermis), kvůli dobré odolnosti vůči tlaku také bělimu oka, vazivové obaly četných orgánů (fibrózní blány, fascie) a podílí se na stavbě cévních stěn a zacelování ran.

### Uspořádané (provazcovité) vazivo
Tvoří šlachy a vazy, kterým jejich bělavou barvu a odolnost v tahu propůjčuje právě kolagen. Dále se vyskytuje ve fibrózních blanách a lamelovém vazivu (stroma rohovky oka).
Existuje také tzv. elastické vazivo (hlasové vazy). V kombinaci s kolagenním vazivem vytváří provazcovité vazivo s převahou síťovitě pospojovaných elastinových vláken. Vyskytuje se v místech pružných spojů (stěny tepen). Zvláštním příkladem jsou meziobratlové ploténky, ve kterých je obsah tvořen neuspořádaným vazivem a obal uspořádaným.

## Složky hustého kolagenního vaziva
Vazivo obecně je pojivová tkáň složená z buněk a mezibuněčné hmoty, která obsahuje vazivová vlákna, amorfní hmotu (pojmenovanou podle toho, jak působí pod světelným mikroskopem) a látky krevního oběhu.

### Buňky
Buňky jsou heterogenní složkou vaziva. Jejich diferenciace na různé morfologické struktury a funkci je způsobena specializací vazivové tkáně. Buňkami v hustém vazivu jsou především fibrocyty, které řadíme mezi tzv. fixní (usedlé) buňky.

### Amorfní buněčná hmota
Amorfní buněčná hmota je viskózní bezbarvá hmota s vysokým obsahem vody, která vyplňuje prostor mezi buňkami a vlákny. Je složena z glykosaminoglykanů, proteoglykanů a multiadhezivních glykoproteinů.
Glykosaminoglykany jsou polymery složené z disacharidových jednotek, jsou syntetizované fibroblasty jako kovalentní posttranslační modifikace proteinů označovaných jako proteoglykany. Jedním z glykosaminoglykanů je kyselina hyaluronová, která je silně hydrofilní, dokáže vázat vodu a je hojně zastoupena v rosolovitém vazivu.
Multiadhezivní glykoproteiny stabilizují mezibuněčnou hmotu vaziva a připojují povrch buněk ke složkám mezibuněčné hmoty. Například fibronektin je velký glykoprotein produkovaný fibroblasty a epitelovými buňkami, který se váže na buňky pomocí integrinu a významně se tak podílí na adhezi a migraci buněk. Má vazebná místa nejen pro integriny, ale také pro kolageny, fibrin, heparin a heparan sufát.

### Kolagenní vlákna
V hustém kolagenním vazivu se sporadicky vyskytují také elastická vlákna zajišťující pružnost. Jsou složená z fibril tvořených kolagenem typu I a jejich průměr závisí na počtu fibril (1–20 µm). Vlákna jsou velice pevná a odolná tahu i tlaku. Mají schopnost protáhnout se až o 50 % délky.

## Histologie, vizualizace
Kolagen je eosinofilní, barví se kyselými barvivy, např. eosinem, anilinovou modří, světlou zelení, AZANem, pikrofuchsinem (van Giesonovo barvivo, Weingert van Giesonova metoda) nebo šafránem.